# Спартак (стадион, Одесса)
Стадион «Спартак» — спортивное сооружение в городе Одесса, Украина. В связи с реконструкцией ЦС «Черноморец» в рамках подготовки города к Евро 2012, на стадионе проводил свои домашние матчи ФК «Черноморец».

## События
- До 30 декабря 2011 года «Спартак» передан в безвозмездное пользование ФК «Черноморец»[3]. Соответствующее распоряжение подписал городской голова Одессы Эдуард Гурвиц. Таким образом был решен вопрос резервной арены для одесской команды, которая на время реконструкции стадиона ФК «Черноморец» в парке им. Шевченко осталась без своего основного поля.
- 28 ноября 2006 года был уволен директор стадиона «Спартак» Лобашов Сергей Генрихович из-за одноразового грубого нарушения трудовой дисциплины. В ходе ревизии были выявлены многочисленные нарушения финансовой дисциплины и неэффективное использование имущества территориальной громады города директором коммунального предприятия[4].
- 14 марта 2009 года впервые прошёл матч украинской премьер-лиги между ФК «Черноморец» и ФК «Харьков»[5].

## Реконструкция
Вместо деревянных скамеек установлены индивидуальные пластиковые сиденья. Смонтирована радиотрансляционная система и информационное табло. Приведены в порядок расположенные под трибунами раздевалки, судейская комната, помещение для допинг контроля. Обеспечена подача горячей и холодной воды, отопления, установлены кондиционеры. Оборудованы общественные туалеты.